# 俄羅斯太空軍
俄羅斯太空軍（羅馬化：Kosmicheskiye voyska rossii）為俄罗斯联邦軍負責太空軍事行動的軍種，在1992年8月10日伴隨蘇聯解體與俄羅斯聯邦武裝力量的創立而成立，該軍和俄罗斯空天防御兵共享拜科努爾太空發射場的控制權。2011年12月1日，太空軍曾被俄罗斯空天防御兵取代，2015年时俄罗斯空天防御兵与俄罗斯空军合併成现今的俄罗斯太空军。

## 外部連結
- Russian military spacecraft（页面存档备份，存于）
- Russian Space Forces poster